# Христо Петров (революционер)
Вижте пояснителната страница за други личности с името Христо Петров.
Христо В. Петров, наречен Пандора или Панзора, е български революционер, деец на Вътрешната македоно-одринска революционна организация.

## Биография
Христо Петров е роден на 5 декември 1880 година в битолското село Трап, тогава в Османската империя. Занимава се със земеделие и остава без образование. През Илинденско-Преображенското въстание е войвода на селската чета в Поешево. По-късно е четник при Иван Димов – Пашата. След това е четник в ениджевардарската чета на Ичко Димитров.
След войните за национално обединение на България се установява в София, където от 1928 година е десетар на Ениджевардарско–Гумендженско благотворително братство под председателството на Христо Шалдев.